# 中山諒一郎
中山諒一郎（なかやま りょういちろう）は学校法人昭和学院法人事務局次長、昭和学院短期大学広報委員長・学生募集委員長、一般社団法人ゼロイチ代表理事を務めている。昭和学院中学校・高等学校教諭、御殿場西高等学校副教頭、同高校経営企画室長、流通経済大学附属柏高等学校常勤講師、HASSYDAI「ヤンキーインターン」講師、Que （ソフトバンクグループ支援ベンチャー）開発協力者、東北大学男子ラクロス部executive advisor、東京都議会会派「東京みらい」政策スタッフを歴任した。教員→民間→教員と定まらない職歴であり、現在は専任教諭であると称しているが実際は兼業中であり矛盾している。

## 来歴・人物
- 2010年 - 市川高等学校入学[3]
- 2013年 - 市川高等学校卒業
- 2013年 - 筑波大学社会・国際学群社会学類入学
- 2017年 - 筑波大学社会・国際学群社会学類政治学専攻卒業（学士（政治学））
- 2017年 - 流通経済大学附属柏高等学校赴任
- 2019年 - 流通経済大学附属柏高等学校退職
- 2019年 - NPO法人very50就職
- 2020年4月 - 昭和学院中学校・高等学校赴任。同時にカリキュラムマネジメントPT座長就任。
- 2022年 - 学校法人昭和学院事務局長補佐、探究科主任に就任
- 2023年3月 - 昭和学院中学校・高等学校を退職。同時に学校法人事務局長補佐を退任。
- 2023年4月 - 御殿場西高等学校副教頭・経営企画室長に就任。
- 2023年8月 - 学校法人昭和学院事務局長補佐に復帰。